# Скидан Олег Вадимович
Олег Вадимович Скидан (нар. 4 серпня 1986) — український футболіст, що грав на позиції півзахисника. Відомий насамперед за виступами в клубі білоруської футбольної вищої ліги «Вітебськ».

## Клубна кар'єра
Олег Скидан розпочав виступи в професійному футболі у 2008 році в складі команди української другої ліги «Титан» з Донецька, в якому грав до середини 2009 року. Протягом 2010 року футболіст грав у складі аматорських команд «Стаханов» і «Хімік» (Красноперекопськ). Протягом 2011 року Скидан грав у складі команди білоруської футбольної вищої ліги «Вітебськ», у якому зіграв 29 матчів у вищій лізі та 2 перехідних матчі за право грати у вищій лізі. На початку 2012 року Олег Скидан грав у складі команди української другої ліги «Прикарпаття» з Івано-Франківська. До середини 2013 року футболіст грав у складі аматорської команди «Сокіл» (Угринів). У 2013 році Скидан виїхав до Росії, де до 2015 року грав у складі аматорської команди «Труд» (Тихорецьк). З 2017 до 2020 року футболіст грав у складі аматорської команди «Межигір'я» (Нові Петрівці). У 2022 році Олег Скидан виїхав до Німеччини для виступів у місцевих аматорських клубах.